# 伊沢家景
伊沢 家景（いさわ いえかげ）は、平安時代末期から鎌倉時代前期にかけての御家人。藤原北家藤原道兼の玄孫と称した。留守氏の祖。

## 生涯
始めは葉室大納言・藤原光頼に家司として仕えていたが、文治3年（1187年）、源頼朝の命で上洛していた北条時政に文筆の能力を認められ、時政の推挙によって御家人となり、鎌倉へ下る。以後、戦場に出る武士ではなく、文筆に携わる吏僚として頼朝に仕えた。
文治6年（1190年、同年建久に改元）、前年の奥州合戦の後の混乱に乗じて起きた大河兼任の乱が鎮圧された後、陸奥国留守職に任ぜられ、多賀国府において国衙在庁の長官として国衙機構を総括、陸奥国内の観農も行った。地下管領権を認められ、葛西清重と共に奥州総奉行として東北地方行政の長となる。建久元年（1190年）より宮城郡岩切に岩切城を築城する。
子・家元以降も、代々陸奥国留守職を継承し、留守氏を名乗るようになる。